# Kyffhäusers voetbalkampioenschap 1913/14
In 1913/14 werd het derde Kyffhäusers voetbalkampioenschap gespeeld, dat georganiseerd werd door de Midden-Duitse voetbalbond. 
Preußen Nordhausen en Wacker-Mars Nordhausen eindigden samen eerste en speelden op 22 maart een play-off om de titel. Doordat de Midden-Duitse eindronde op dezelfde dag begon kon de kampioen echter niet meer deelnemen. In juli werd echter beslist dat Wacker-Mars, die kampioen geworden was, de titel moest afstaan aan Preußen omdat ze een niet-speelgerechtigde speler opgesteld hadden. Hierop diende Wacker-Mars dan weer protest in en op 1 november werd een nieuwe wedstrijd gespeeld, die door Preußen gewonnen werd. Hiertegen protesteerde Wacker-Mars opnieuw, maar trok dit protest op de vergadering van 30 januari 1915 weer in. Op dezelfde dag werd beslist om de titel aan geen van beide clubs toe te kennen. 

## 1. Klasse
| Plaats | Club                          | Wed. | W | G | V | Saldo | Ptn.  |
| ------ | ----------------------------- | ---- | - | - | - | ----- | ----- |
| 1.     | SpVgg Preußen 1905 Nordhausen | 8    | 7 | 0 | 1 | 23:09 | 14:02 |
| 2.     | SV Wacker-Mars Nordhausen     | 8    | 7 | 0 | 1 | 26:14 | 14:02 |
| 3.     | SC Schwarzburg-Sondershausen  | 8    | 3 | 0 | 5 | 14:21 | 06:10 |
| 4.     | BSC 1907 Sangerhausen         | 8    | 2 | 0 | 6 | 02:22 | 04:12 |
| 5.     | VfB 1906 Sangerhausen         | 8    | 0 | 0 | 8 | 11:10 | 00:16 |

- De wedstrijd BSC Sangerhausen-SC Schwarzburg-Sonderhausen werd als scoreloze nederlaag voor beide clubs geteld.

|  | Play-off titel |

Play-off
|               |                           |       |                               |  |
| 22 maart 1914 | SV Wacker-Mars Nordhausen | 5 – 1 | SpVgg Preußen 1905 Nordhausen |  |
| 22 maart 1914 |                           |       |                               |  |

Replay
|                 |                           |       |                               |  |
| 2 november 1914 | SV Wacker-Mars Nordhausen | 2 – 3 | SpVgg Preußen 1905 Nordhausen |  |
| 2 november 1914 |                           |       |                               |  |